# Messier 109
Messier 109 (také M109 nebo NGC 3992) je spirální galaxie s příčkou v souhvězdí Velké medvědice. Pravděpodobně ji objevil Charles Messier na jaře roku 1781. Od Země je vzdálena přibližně 85 milionů světelných let
a je nejjasnějším členem skupiny galaxií M 109.

## Pozorování

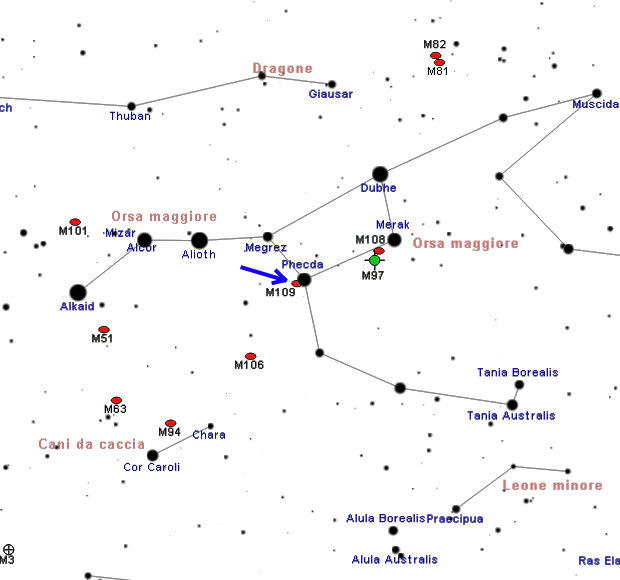
Poloha M 109 v souhvězdí Velké medvědice

M109 se dá velmi snadno nalézt 40′ jihovýchodně od jasné a velmi známé hvězdy Phecda (γ UMa), která je součástí známého asterismu s názvem Velký vůz. Přestože není viditelná triedry nebo hledáčky o průměru 50 či 60 mm, dá se snadno vyhledat přímo dalekohledem pomocí hvězdy Phecda, ale pro následné pozorování je lepší umístit zorné pole dalekohledu mimo tuto hvězdu, jinak by rušila slabé světlo galaxie.
Nejlépe viditelnou částí galaxie je jádro, ze kterého vychází na dvě strany galaktická příčka a z jejích konců se odvíjí dvě spirální ramena.
M109 má velkou severní deklinaci, proto je na velké části severní polokoule cirkumpolární, a to v téměř celé Evropě a velké části severní Ameriky. Naopak na jižní polokouli je viditelná pouze do středních zeměpisných šířek mírného pásu. Nejvhodnější období pro její pozorování na večerní obloze je od ledna do srpna.
1° jihozápadně od M109 leží podobně jasná galaxie s příčkou NGC 3953, která také patří do skupiny galaxií M 109.

## Historie pozorování
Tuto galaxii pravděpodobně objevil Charles Messier, když na jaře roku 1781 hledal tři mlhoviny, které v této oblasti oblohy objevil jeho spolupracovník Pierre Méchain. Tyto tři mlhoviny si Messier zapsal do svých poznámek pod označením 97, 98 a 99, ale pouze u Soví mlhoviny (M97) stihl změřit její polohu, takže v konečném vydání Messierova katalogu pod čísly 98 a 99 vystupují jiné objekty. 12. dubna 1789 tuto galaxii nezávisle spoluobjevil William Herschel, ale mylně ji považoval za planetární mlhovinu.
M109 do Messierova katalogu přidal až v roce 1953 Owen Gingerich, který usoudil, že Messier i Méchain pozorovali galaxii NGC 3992.  Henk Bril ovšem v roce 2006 prozkoumal historické prameny a dospěl k názoru, že Méchain pozoroval sousední galaxii NGC 3953 a Messier díky pozorování této galaxie objevil NGC 3992.

## Vlastnosti
Dřívější odhady vzdálenosti M109 od Země uváděly hodnoty kolem 55 milionů světelných let. Novější výzkumy odhadují její vzdálenost na 85 milionů světelných let a M109 by tak mohla být nejvzdálenějším objektem Messierova katalogu.
Galaxie má úhlový rozměr 7,5'x4,4' a hvězdnou velikost 9,8. Od Slunce se vzdaluje rychlostí 1 046 km/s.
V roce 1956 byla v této galaxii objevena zatím jediná supernova typu Ia, která 8. března 1956 dosáhla magnitudy 12,3 a dostala označení SN 1956A.
M109 má tři satelitní galaxie označované jako UGC 6923, UGC 6940 a UGC 6969 a pravděpodobně i několik dalších ještě menších galaxií. U této soustavy galaxií bylo podrobně pozorováno emisní záření vodíku. Oblast neutrálního vodíku je kolem této galaxie rovnoměrně rozprostřena a trochu přesahuje mimo galaktický disk, ale v blízkosti galaktické příčky neutrální vodík chybí. Vodík byl možná do příčky vtažen a díky tomu, že již nebyl doplněn, se dá usoudit, že v astronomicky nedávné době galaxie nepohltila žádnou další galaxii.
M109 je nejjasnějším členem skupiny galaxií M 109, což je velká skupina galaxií v souhvězdí Velké medvědice, která může mít více než 50 členů.

### Knihy
- O'MEARA, Stephen James. Deep Sky Companions: The Messier Objects. New York: Cambridge University Press, 1998. Dostupné online. ISBN 0-521-55332-6. (anglicky)

### Mapy hvězdné oblohy
- Toshimi Taki. Taki's 8.5 Magnitude Star Atlas [online]. 2005 [cit. 2018-02-02]. Dostupné v archivu pořízeném dne 2018-11-05. (anglicky) - Atlas hvězdné oblohy volně stažitelný ve formátu PDF.
- TIRION; RAPPAPORT; LOVI. Uranometria 2000.0 - Volume I - The Northern Hemisphere to -6°. Richmond, Virginia, USA: Willmann-Bell, inc., 1987. Dostupné online. ISBN 0-943396-14-X.
- TIRION; SINNOTT. Sky Atlas 2000.0. 2. vyd. Cambridge, USA: Cambridge University Press, 1998. ISBN 0-933346-90-5.
- TIRION. The Cambridge Star Atlas 2000.0. 3. vyd. Cambridge, USA: Cambridge University Press, 2001. Dostupné online. ISBN 0-521-80084-6.